# پالان‌دوزی
پالان‌دوزی از شغل‌هایی است که امروزه در شهرهای بزرگ از بین رفته است و احتمالا در روستاها هنوز وجود دارد. پالان خر و پالان اسب با هم متفاوت است در قدیم پالان خر دو نوع بوده پالان بار بری و پالان مسافری پالان مسافری که بیشتر هنگام مسافرت و در کاروانها بکار می رفت یک پتو یاقالیچه بر روی پالان نصب می شد تا پا و بدن خانمهایی که در کاروان راه‌های طولانی مانند رفتن به کربلا و مکه سوار می شدند تاول نزنند. آسیب نبینند.
پیرپالان دوز